# Verdenshavenes dag
Verdenshavenes dag blev i 2009 startet af FN, der bestemte, at dagen skulle falde på d. 8. juni hvert år. Idéen blev foreslået d. 8 juni 1992 af Canada ved UNCED i Rio de Janeiro, Brasilien, og den havde siden da været uofficielt fejret; på engelsk som World Ocean Day.

## Meningen med Verdenshavenes dagArkiveret14. marts 2011 hosWayback Machine
Verdenshavenes dag er en årlig mulighed for at ære verdens have, hylde havenes produkter så som mad og dyr, men også havlivet i sig selv og havene som internationale handelsruter. Dette står i kontrast til global forurening og overforbrug af fisk, hvilket får antallet af liv i havene til at dale.
The Ocean Project, i samarbejde med World Ocean Network, har promoveret Verdenshavenes dag siden 2003 med dets forbindelser til over 900 organisationer m.m. over hele verden. Disse grupper har arbejdet på at skabe større fokus på havenes vigtige rolle i menneskers liv og de vigtige måder, hvorpå folk kan hjælpe. Med Verdenshavenes dag kan folk blive direkte involverede i at beskytte fremtiden ved ændret tankegang og deltagelse i div. begivenheder så som oprydning på strande, informationsprogrammer, kunstkonkurrencer, filmfestivaller, initiativer for bæredygtig mad fra havet og andre planlagte aktiviteter.

## Første Verdenshavenes dag
På den første Verdenshavenes dag gav FN's generalsekretær denne besked:

The first observance of World Oceans Day allows us to highlight the many ways in which oceans contribute to society. It is also an opportunity to recognize the considerable challenges we face in maintaining their capacity to regulate the global climate, supply essential ecosystem services and provide sustainable livelihoods and safe recreation.

Indeed, human activities are taking a terrible toll on the world’s oceans and seas. Vulnerable marine ecosystems, such as corals, and important fisheries are being damaged by over-exploitation, illegal, unreported and unregulated fishing, destructive fishing practices, invasive alien species and marine pollution, especially from land-based sources. Increased sea temperatures, sea-level rise and ocean acidification caused by climate change pose a further threat to marine life, coastal and island communities and national economies.

Oceans are also affected by criminal activity. Piracy and armed robbery against ships threaten the lives of seafarers and the safety of international shipping, which transports 90 per cent of the world’s goods. Smuggling of illegal drugs and the trafficking of persons by sea are further examples of how criminal activities threaten lives and the peace and security of the oceans.

Several international instruments drawn up under the auspices of the United Nations address these numerous challenges. At their centre lies the 1982 United Nations Convention on the Law of the Sea. It provides the legal framework within which all activities in the oceans and seas must be carried out, and is the basis for international cooperation at all levels. In addition to aiming at universal participation, the world must do more to implement this Convention and to uphold the rule of law on the seas and oceans.

The theme of World Oceans Day, “Our oceans, our responsibility”, emphasizes our individual and collective duty to protect the marine environment and carefully manage its resources. Safe, healthy and productive seas and oceans are integral to human well-being, economic security and sustainable development. 

## Tema
- 2010: “Oceans of Life”
- 2009: "Our Oceans, Our Responsibility"